# Ауф
«Ау́ф» — песня российского рэп-исполнителя Sqwoz Bab и музыкального продюсера The First Station, выпущенная 20 октября 2020 года на лейбле Rhymes Music. Песня является пародией на современный «пацанский» рэп.

## Успех
Ещё до релиза песня вошла в топ-15 в России и в топ-30 в Белоруссии и Украине в чарте Shazam. Припев песни «Когда водила протянул AUX, все мои волки делают АУФ» стал вирусным в TikTok. По данным на 6 ноября 2020, видеоролики в TikTok с хэштегом #волкиделают собрал почти 50 миллионов просмотров, а под песню было снято около 800 тыс. видеороликов, а по состоянию на 10 февраля 2021 года — 1,4 миллиона видеороликов. Композиция задала новый тренд в приложении для обмена короткими видео, где нужно переодеться в «пацанский прикид», либо поднять палец вверх, сделав при этом серьёзное выражение лица. Успеху песни поспособствовал интернет-мем, распространившийся ещё с 2018 года, где высмеивались псевдо-глубокомысленные «пацанские» цитаты на картинках с хищниками, а с 2019 — на картинках с волком.

## Отзывы
Музыкальный портал vsrap написал о песне: «Если ваш внутренний голос до сих пор автоматически не подбирает правильную интонацию на „ауф“ — вам повезло, но это ненадолго. Припев действительно западает в голову, тут сложно спорить».

## Чарты

### Ежедневные чарты
| Чарт (2020)            | Высшая позиция |
| ---------------------- | -------------- |
| Россия (ВКонтакте)     | 1              |
| Россия (Spotify)       | 4              |
| Россия (СберЗвук)      | 5              |
| Россия (YouTube Music) | 7              |
| Россия (Яндекс.Музыка) | 10             |

### Еженедельные чарты
| Чарт (2020)          | Высшая позиция |
| -------------------- | -------------- |
| Россия (Shazam)      | 2              |
| Россия (Apple Music) | 4              |
| Россия (Spotify)     | 4              |
| Украина (Spotify)    | 9              |
| Латвия (Spotify)     | 48             |
| Эстония (Spotify)    | 69             |